# West Coker
West Coker is een civil parish in het bestuurlijke gebied South Somerset, in het Engelse graafschap Somerset met 2018 inwoners.